# Jacob Evans
Jacob Evans III (ur. 18 czerwca 1997 w Jacksonville) – amerykański koszykarz, występujący na pozycji rzucającego obrońcy.
W 2017 wziął udział w obozie Under Armour All-America Camp.
Jego matka - Theresa Chatman-Evans była rozgrywającą na uczelni Grabling.
6 lutego 2020 trafił w wyniku wymiany do Minnesoty Timberwolves. 24 listopada został wytransferowany do New York Knicks. 9 grudnia opuścił klub.

## Osiągnięcia
Stan na 10 grudnia 2020, na podstawie, o ile nie zaznaczono inaczej.
NCAA
- Uczestnik:
  - II rundy turnieju NCAA (2017, 2018)
  - turnieju NCAA (2016–2018)
- Mistrz:
  - turnieju konferencji American Athletic (AAC – 2018)
  - sezonu regularnego AAC (2018)
- Zaliczony do I składu:
  - AAC (2018)
  - turnieju AAC (2017)
- Zawodnik tygodnia AAC (18.12.2017, 8.01.2018)

NBA
- Wicemistrz NBA (2019)